# Црква Светог Николе у Млечанима
Црква Светог Николе у Млечанима, насељу у општини Клина, подигнута је у периоду од 1575. до 1600. године и представља непокретно културно добро као споменик културе од изузетног значаја. Након доласка снага КФОР-а, припадници ОВК цркву су опљачкали крајем лета 1999. године, а затим порушили кров и део олтара.

## Историја и изглед
Село, као колективни ктитор, изградило је око 1600. године богомољу са припратом и једнобродним, полукружно засведеним наосом. Паром пиластара повезаних полукружним луком, између којих је стајала иконостасна преграда, наос је одвојен од олтарског простора. Иако је апсида решена као дубока ниша, споља има уобичајен полукружни облик, док су нише протезиса и ђаконикона изведене у дебљини зида. Прозорских отвора нема на северном зиду, а они на јужном и источном споља су високи и узани.
Једноставна зидна платна од притесаног камена оживљава једино пространа ниша на јужној фасади припрате. Фрагменти зидних слика из 1601/1602. године сачувани су углавном у зони стојећих фигура. Опсежна представа Страшног суда на западном зиду припрате делом прелази и на подужне зидове. Светао колорит, сигуран цртеж и склоност ка декоративности, најочитији на коњаничким представама св. Георгија и св. Димитрија у припрати, основне су одлике зографа који су декорисали храм.
Дуго зарушена, црква је конзерваторско рестаураторским радовима 1968. године враћена у своје првобитно стање.